# Iheringichthys labrosus
Iheringichthys labrosus är en fiskart som först beskrevs av Lütken, 1874.  Iheringichthys labrosus ingår i släktet Iheringichthys och familjen Pimelodidae. Inga underarter finns listade i Catalogue of Life.